# Bartul Kačić
Bartol Kačić Žarković (Brist, 1572. – Sućuraj, 25. lipnja 1645.) bio je makarski biskup i upravitelj Duvanjske biskupije.

## Rani život
Rođen 1572. godine na području makarskog primorja, najvjerojatnije u mjestu Brist. Nižu naobrazbu vjerojatno je stekao u franjevačkom samostanu u Zaostrogu. Nakon stupanja u Franjevački red odlazi 1600. na studij u Italiju. Od godine 1605. predaje u franjevačkom samostanu Santa Maria La Nova u Napulju sve do 1613. kada prelazi na franjevačku teološku školu u Zagrebu gdje službuje do 1615. godine.

## Makarski episkopat
Godine 1614. za posjeta mjestu České Budějovice car Matija II. ga je imenovao biskupom novoobnovljene Makarske biskupije. Imenovanje potvrđuje papa Pavao V. 15. lipnja 1615. Posvećen je u venecijanskoj crkvi San Francesco della Vigna 26. lipnja iste godine. Na posvećenju je sudjelovao i znameniti Faust Vrančić. Iste godine je najvjerojatnije ustoličen krajem godine u makarskoj crkvi sv. Marije. Upravljao je biskupijom sve do 1644. kada moli Kongregaciju za širenje vjere da mu dodijele koadjutora s nasljednim pravima, predlažući vlastita nećaka Petra Kačića za tu funkciju. Biskupiju je napustio u to vrijeme otišavši u Sućuraj na otoku Hvaru. Preminuo je prije nego li je njegov zahtjev za koadjutorom izvršen, no ipak je papa proglasio njegova nećaka 12. prosinca 1615. novim makarskim biskupom.

## Upravitelj Duvna
Početkom 17. stoljeća Duvanjska biskupija je imala samo nominalno biskupa, tj. biskupska titula se prenosila bez stvarnog prisustva biskupa na nadležnom teritoriju. Godine 1604. umire duvanjski upravitelj Nikola Ugrinović te se prenose prava uprave na bosanskog biskupa. Zbog nemogućnosti da obslužuje čitav teritorij bosanski biskup prenosi administraciju Duvanjske biskupije prvo na generalnog vikara Miju Runovića, a poslije na Kačića.

## Djela
Osim korespondencije i oporuke na talijanskome jeziku sačuvano je pet službenih latinskih izvještaja upućenih Kongregaciji za širenje vjere te jedno djelo biblijskog, povijesnog i pobožnog karaktera naslovljeno Gospodin Bog pun privelike dobrote napisano hrvatskim jezikom i hrvatskom ćirilicom.

## Ostavština
Sagradio je četiri crkve, no nije poznato o kojim crkvama je riječ. Poznato je da su ga suvremenici visoko cijenili pa mu crkveni pisac Matija Divković posvećuje svoje Razlike besiede, a knjižar Marko Ginammi drugo izdanje Zrcala duhovnog.
Tijekom kasnog 19. i 20. stoljeća Kačićeva ostavština se uglavnom zagubila. Kapelica u kojoj je pokopan srušena je 1896., grobni ostatci su mu rasuti, oba poznata portreta su izgubljena skupa s fotodokumentacijom, a rukopis njegova hrvatskog djela je zagubljen.
U čast 350. obljetnice njegove smrti, 1995. godine, održan je znanstveni skup u Sućurju te objavljen 1999. zbornik radova pod naslovom Makarski biskup fra Bartul Kačić Žarković (Brist, 1572. – Sućuraj, 1645.): Život – djelo – vrijeme. 